# Nerezi (Sztruga)
Nerezi (macedónul: Нерези) település Észak-Macedóniában, a Délnyugati körzetben, Sztruga községben.

## Népesség
| Lakosok száma | 442  | 522  | 598  | 539  | 411  | 256  | 232  | 213  | 106  |
|               | 1948 | 1953 | 1961 | 1971 | 1981 | 1991 | 1994 | 2002 | 2021 |

2002-ben 213 lakosa volt, akik közül 212 macedón és 1 szerb.